# هجوم أتوبيس القاهرة 1990

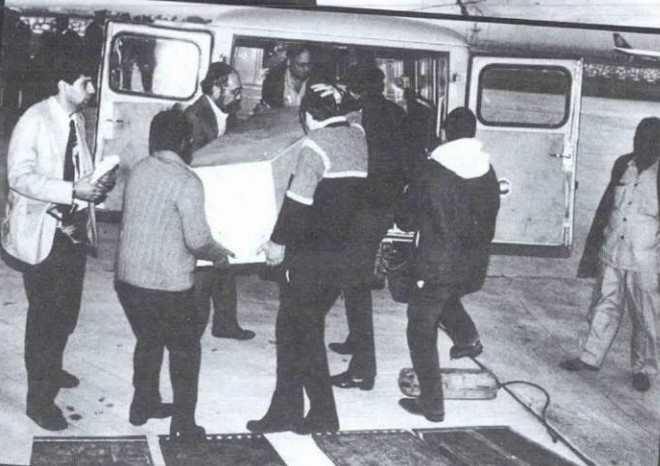

كان هجوم أتوبيس القاهرة بمثابة هجوم إرهابي وقع في 4 فبراير 1990. أعلنت مجموعتان مسئوليتهما عن الهجوم: مجموعة غير معروفة تطلق على نفسها اسم «منظمة الدفاع عن سجون مصر المضطهدة» التي ادعت أنها فعلت ذلك للاحتجاج على التعذيب في السجون المصرية وحركة الجهاد الإسلامي الفلسطيني. قُتل في الهجوم تسعة مدنيين إسرائيليين وجُرح 17 آخرون بنيران آلية وقنابل يدوية. كان الهجوم هو الأسوأ على الإسرائيليين في مصر منذ أن وقع البلدان اتفاق سلام في عام 1979.
وقال الوزير الإسرائيلى أرئيل شارون إن منظمة التحرير الفلسطينية تقف وراء الهجوم
في وقت لاحق أعلنت الحكومة المصرية أن الهجوم قد تم التخطيط له في الخارج ونفذ من قبل غير المصريين.

## الهجوم
في يوم الهجوم كانت الحافلة في طريقها من رفح على الحدود المصرية مع قطاع غزة الذي تحتله إسرائيل إلى القاهرة عبر مدينة الإسماعيلية على قناة السويس. وكان على متنها 31 أكاديميًا إسرائيليًا وعائلاتهم. عندما اقتربت الحافلة من إحدى مفترقات الطرق العديدة في القاهرة انحرفت سيارة بيجو بيضاء اللون أمام السيارة مما تسبب في توقفها. كان ثلاثة مدربين من أفراد البحرية الملكية البريطانية يتابعون الحافلة الإسرائيلية وشهدوا الهجوم. عند هذه النقطة قفز العديد من المسلحين من السيارة وفتحوا النار على الحافلة ببنادق هجومية مما أجبر الحافلات التالية على عكس الطريق. كما ألقى المهاجمون 4 قنابل يدوية انفجرت 2 منها. ثم هرب المهاجمون إلى الصحراء بعيدًا عن القاهرة.

## تداعيات الهجوم
أسفر الهجوم عن مقتل 9 إسرائيليين وجرح 17 آخرين. لقى 8 أشخاص مصرعهم في حين توفي آخر في المستشفى في وقت لاحق من تلك الليلة. تم نقل المصابين في البداية إلى مستشفى في هليوبوليس (حى مصر الجديدة) بالقاهرة ولكن تم نقلهم لاحقًا بواسطة طائرة عسكرية إسرائيلية إلى بلدهم الأم.
وقال رئيس الوزراء الإسرائيلي إسحاق شامير للتلفزيون الإسرائيلي إن الهجوم «خطير ومثير للصدمة» مستمر في القول «إن هذا الهجوم يثبت أن الكراهية لإسرائيل ما زالت قائمة وتشتد في المنطقة». ووصفت وزارة الخارجية الأمريكية الهجوم بأنه «عمل إرهابي فظيع وقالت إنها محاولة واضحة من جانب أعداء السلام لوقف الجهود الرامية إلى المصالحة والحوار».